# 上灘町
上灘町（かみなだちょう）は、1955年（昭和30年）まで愛媛県の伊予郡にあった町である。
昭和の合併で伊予郡双海町，さらに平成の合併で伊予市となり現在に至る。現在の伊予市南部の漁村である。

## 地理
西を伊予灘（瀬戸内海）に面した漁村であった、海岸に山地が迫る地形であるが、上灘川に沿ってわずかに水田等が開けていた。
現在、伊予市の南西部に位置する。
山 明神山、牛の峰、本尊山
川 上灘川

## 歴史
藩政期
- 大洲藩領であった。
- 藩の奨励により、さらし蝋づくりが行われ、一時は10軒程度の問屋が軒を連ね、郡中港から出荷していたとされるが原料を内子方面に求め、太平洋戦争時まで続いた。
- きんちゃく網による鰯漁が行われていた。

明治以降
- 明治22年12月15日 - 高岸（たかぎし）、上灘（かみなだ）、高野川（こうのかわ）の3箇村が合併して上灘村が成立。
- 大正10年9月3日 - 町制施行により上灘町となる。

昭和以降
- 昭和の合併により下灘村と合併して双海町となり、自治体としては消滅。

```
上灘町の系譜
（町村制実施以前の村）　（明治期）　　　　　　　　　（昭和の合併）　（平成の合併）
　　　　　　　　　　　　町村制施行時
高岸　━━━━┓　　　　　　　　　大正10年9月3日町制施行
上灘　━━━━╋━━━上灘村━━━━上灘町　━┳━┓
高野川━━━━┛　　　　　　　　　　　　　　　い　┣━　双海町━━━━┓新設合併
　　　　　　　　　　　下灘村━━━━━━━━┳━━┛　　　　　　　　　┃（平成17年4月1日）
　　　　　　　　　　　　　　　　　　　　　　あ　　　　　　　　　　　　┣伊予市
　　　　　　　　　　　　　　　　　　　　　　　　　　　　伊予市━━━━┫
　　　　　　　　　　　　　　　　　　　　　　　　　　　　中山町━━━━┛

あ　明治41年9月30日　大字石畳を喜多郡満穂村へ編入
い　大正14年4月1日　一部が南山崎村へ編入
（注記）下灘村以下の合併以前の系譜はそれぞれの記事を参照のこと。

```

## 交通
鉄道
- 国鉄予讃線 伊予上灘駅

道路
- 伊予灘に面して道路はあったものの、海岸が迫り、幅員の十分確保されていない区間も多かった。現在は国道378号が貫通し、快適なドライブルートとなっている。